# НБА в сезоні 1955–1956
Сезон НБА 1955–1956 був 10-им сезоном в Національній баскетбольній асоціації. Переможцями сезону стали «Філадельфія Ворріорс», які здолали у фінальній серії «Форт-Вейн Пістонс».

## Регламент змагання
Участь у сезоні брали 8 команд, розподілених між двома дивізіонами.
По ходу регулярного сезону кожна з команд-учасниць провела по 72 гри. До плей-оф, який проходив за видозміненою олімпійською системою, виходили по три кращих команди з кожного дивізіону. На стадії півфіналів дивізіонів у боротьбу вступали команди, що посіли друге і третє місця за результатами регулярного сезону кожного з дивізіонів. Команди, які на цьому етапі здолали суперників у серіях ігор до двох перемог, виходили до фіналів дивізіонів, в яких проводили серію ігор до трьох перемог проти переможця регулярного сезону в своєму дивізіоні.
Чемпіони кожного з дивізіонів, що визначалися на стадії плей-оф, для визначення чемпіона НБА зустрічалися між собою у Фіналі, що складався із серії ігор до чотирьох перемог.

## Регулярний сезон

### Підсумкові таблиці за дивізіонами
| Східний                  | В  | П  | %П   | Відст | Дом   | Гост  | Нейтр | Див   |
| ------------------------ | -- | -- | ---- | ----- | ----- | ----- | ----- | ----- |
| x-«Філадельфія Ворріорс» | 45 | 27 | .625 | -     | 21-7  | 11-17 | 13-3  | 22-14 |
| x-«Бостон Селтікс»       | 39 | 33 | .542 | 6     | 20-7  | 12-15 | 7-11  | 18-18 |
| x-«Сірак'юс Нейшеналс»   | 35 | 37 | .486 | 10    | 23-8  | 9–19  | 3-10  | 15-21 |
| «Нью-Йорк Нікс»          | 35 | 37 | .486 | 10    | 13-15 | 16-13 | 6-9   | 17-19 |

| Західний                | В  | П  | %П   | Відст | Дом   | Гост  | Нейтр | Див   |
| ----------------------- | -- | -- | ---- | ----- | ----- | ----- | ----- | ----- |
| x-«Форт-Вейн Пістонс»   | 37 | 35 | .514 | -     | 19-7  | 10-17 | 8-11  | 19-17 |
| x-«Міннеаполіс Лейкерс» | 33 | 39 | .458 | 4     | 14-12 | 6-21  | 13-6  | 19-17 |
| x-«Сент-Луїс Гокс»      | 33 | 39 | .458 | 4     | 15-11 | 11-17 | 7-11  | 18-18 |
| «Рочестер Роялс»        | 31 | 41 | .431 | 6     | 15-14 | 6-21  | 10-6  | 16-20 |

Легенда:
- x – Учасники плей-оф

## Плей-оф
Переможці пар плей-оф позначені жирним. Цифри перед назвою команди відповідають її позиції у підсумковій турнірній таблиці регулярного сезону конференції. Цифри після назви команди відповідають кількості її перемог у відповідному раунді плей-оф.
|  | Півфінали дивізіонів | Півфінали дивізіонів | Півфінали дивізіонів |             |   | Фінали дивізіонів | Фінали дивізіонів | Фінали дивізіонів |  |  | Фінал НБА | Фінал НБА | Фінал НБА |
|  |                      |                      |                      |             |   |                   |                   |                   |  |  |           |           |           |
|  |                      |                      |                      |             |   |                   |                   |                   |  |  |           |           |           |
|  |                      | 1                    | Форт-Вейн            | 3           |   |                   |                   |                   |  |  |           |           |           |
|  | Західний Дивізіон    | 1                    | Форт-Вейн            | 3           |   |                   |                   |                   |  |  |           |           |           |
|  |                      |                      | 3                    | Сент-Луїс   | 2 |                   |                   |                   |  |  |           |           |           |
|  | 3                    | Сент-Луїс            | 3                    | Сент-Луїс   | 2 | 2                 |                   |                   |  |  |           |           |           |
|  | 3                    | Сент-Луїс            |                      |             |   | 2                 |                   |                   |  |  |           |           |           |
|  | 2                    | Міннеаполіс          | 1                    |             |   |                   |                   |                   |  |  |           |           |           |
|  |                      |                      |                      |             |   |                   |                   |                   |  |  | W1        | Форт-Вейн | 1         |
|  |                      |                      | E1                   | Філадельфія | 4 |                   |                   |                   |  |  |           |           |           |
|  |                      |                      |                      |             |   |                   |                   |                   |  |  |           |           |           |
|  |                      |                      |                      |             |   |                   |                   |                   |  |  |           |           |           |
|  |                      | 1                    | Філадельфія          | 3           |   |                   |                   |                   |  |  |           |           |           |
|  | Східний Дивізіон     | 1                    | Філадельфія          | 3           |   |                   |                   |                   |  |  |           |           |           |
|  |                      |                      | 3                    | Сірак'юс    | 2 |                   |                   |                   |  |  |           |           |           |
|  | 3                    | Сірак'юс             | 3                    | Сірак'юс    | 2 | 2                 |                   |                   |  |  |           |           |           |
|  | 3                    | Сірак'юс             |                      |             |   | 2                 |                   |                   |  |  |           |           |           |
|  | 2                    | Бостон               | 1                    |             |   |                   |                   |                   |  |  |           |           |           |

## Лідери сезону за статистичними показниками
| Показник                  | Гравець      | Команда                | Результат |
| ------------------------- | ------------ | ---------------------- | --------- |
| Очки                      | Боб Петтіт   | «Сент-Луїс Гокс»       | 1,849     |
| Підбирання                | Боб Петтіт   | «Сент-Луїс Гокс»       | 1,164     |
| Передачі                  | Боб Коузі    | «Бостон Селтікс»       | 642       |
| % влучань з гри           | Ніл Джонстон | «Філадельфія Ворріорс» | .457      |
| % влучань штрафних кидків | Білл Шерман  | «Бостон Селтікс»       | .867      |

## Нагороди НБА

### Щорічні нагороди
- Найцінніший гравець: Боб Петтіт, «Сент-Луїс Гокс»
- Новачок року: Моріс Стоукс, «Рочестер Роялс»

| - Перша збірна всіх зірок: - Боб Коузі, «Бостон Селтікс» - Пол Арізін, «Філадельфія Ворріорс» - Ніл Джонстон, «Філадельфія Ворріорс» - Боб Петтіт, «Сент-Луїс Гокс» - Білл Шерман, «Бостон Селтікс» | - Друга збірна всіх зірок: - Дольф Шеєс, «Сірак'юс Нейшеналс» - Моріс Стоукс, «Рочестер Роялс» - Слейтер Мартін, «Міннеаполіс Лейкерс» - Джек Джордж, «Філадельфія Ворріорс» - Клайд Лавлетт, «Міннеаполіс Лейкерс» |